# Bangkok Challenger 1990
Il Bangkok Challenger 1990 è stato un torneo di tennis facente parte della categoria ATP Challenger Series nell'ambito dell'ATP Challenger Series 1990. Il montepremi del torneo era di $25 000 ed esso si è svolto nella settimana tra il 14 maggio e il 20 maggio 1990 su campi in cemento. Il torneo si è giocato a Bangkok in Thailandia.

## Vincitori

### Singolare
Sláva Doseděl ha sconfitto in finale  Patrick Baur con il punteggio di 6–3, 6–4.

### Doppio
Jonathan Canter /  Bruce Derlin hanno sconfitto in finale  Neil Borwick /  David Lewis con il punteggio di 6–4, 6–4.